# XV Liceum Ogólnokształcące im. Marii Skłodowskiej-Curie w Krakowie
XV Liceum Ogólnokształcące im. Marii Skłodowskiej-Curie – liceum ogólnokształcące w Krakowie, znajdujące się w dzielnicy XII Bieżanów-Prokocim przy al. Adolfa Dygasińskiego 15, w Prokocimiu.

## Historia
Szkoła powstała w 1958 jako Szkoła Podstawowa i Liceum Ogólnokształcące nr XVI. W roku szkolnym 1959/60 przyjmuje nazwę Szkoła Podstawowa i Liceum Ogólnokształcące im. Marii Skłodowskiej-Curie w Krakowie. W 1961 szkoła otrzymuje nową nazwę – Szkoła Podstawowa i Liceum Ogólnokształcące nr V im. Marii Skłodowskiej-Curie. W 1962 roku pierwsi uczniowie otrzymali świadectwa dojrzałości. W październiku 1966 nastąpiło rozdzielenie szkół – powstały: XV Liceum Ogólnokształcące im. Marii Skłodowskiej-Curie i Szkoła Podstawowa nr 116, ale działały w tym samym budynku. W roku szkolnym 1971/72 Szkoła Podstawowa nr 116 przeniosła się do osobnego gmachu. 25 września 1971 nastąpiło przekazanie szkole sztandaru – został odznaczony Złotą Odznaką Miasta Krakowa za pracę społeczną dla szkoły i środowiska. W tym samym roku nastąpiło odsłonięcie popiersia Marii Curie-Skłodowskiej. W roku szkolnym 1972/73 istniało już 20 oddziałów, w których naukę pobierało 728 uczniów.
25 listopada 1983 XV LO świętowało jubileusz ćwierćwiecza istnienia szkoły. Odsłonięto tablicę pamiątkową, ufundowaną przez Krakowskie Zakłady Armatur, według projektu mgr. Bogusława Koperskiego.
W roku szkolnym 1995/96 utworzono w szkole II Uzupełniające Liceum Ogólnokształcące dla Dorosłych – powstał Zespół Szkół Ogólnokształcących nr 10.
W 2018 roku szkoła obchodziła jubileusz 60-lecie swojej działalności.
Liczba absolwentów XV LO od początku istnienia szkoły wynosi ponad 11 500.

### Dyrektorzy
- 1958–1960 – Irena Pasławska
- 1960–1967 – Władysław Glodt
- 1967–1970 – Irena Pasławska
- 1970–1982 – Krystyna Rafa
- 1982–1987 – Dionizy Kołodziejczyk
- 1987–1992 – Zenobiusz Hil
- 1992–2007 – Grażyna Szerszeń
- 2007–2012 – Beata Adamus
- 2012–2020 – Maciej Trzciński
- od 2020 – Maria Suwaj-Proszak

## Działalność szkoły
Szkoła prowadzi współpracę z wydziałem Fizyki, Astronomii i Informatyki Stosowanej Uniwersytetu Jagiellońskiego oraz z Lotniskiem w Balicach, dzięki czemu uczniowie klas lotniczych mogą poszerzać swoją wiedzę na temat działania linii lotniczych.
XV Liceum Ogólnokształcące jest również szkołą ćwiczeń Uniwersytetu Ekonomicznego w Krakowie.

## Absolwenci
- Kazimierz Czekaj – polski samorządowiec, piekarz, prawnik
- Paweł Deląg – polski aktor filmowy, telewizyjny i teatralny
- Jacek Strama – polski aktor teatralny i filmowy, producent filmowy
- Marta Romańska – Sędzia Sądu Najwyższego